# خردپایان
خردپایان (نام علمی: Pauropoda) نام یک رده از superclass هزارپایان است.